# Treville, England
Treville var en civil parish fram till 1 april 2019 när den uppgick Kilpeck, i Storbritannien. Den låg i grevskapet Herefordshire och riksdelen England, i den södra delen av landet, 190 km väster om huvudstaden London. Den 1 april 2019 uppgick den i Kilpeck civil parish. Civil parish hade 50 invånare år 2001. Byn nämndes i Domedagsboken (Domesday Book) år 1086, och kallades då Triueline.